# ジョン・ウォーナー
ジョン・ウィリアム・ウォーナー（英語: John William Warner、1927年2月18日 - 2021年5月25日）は、アメリカ合衆国の政治家、海軍・海兵隊軍人。ニクソン政権で海軍長官を務めた後にバージニア州選出連邦上院議員を5期30年間務め、その在任中は議事運営委員長、軍事委員長を歴任し、上院共和党の重鎮として重きをなした。

## 概要
2008年の改選では出馬せず、連邦上院議員を引退した。なお後任であるマーク・ウォーナー上院議員（民主党、元バージニア州知事）とは姓が同じ「ウォーナー（“Warner”）」であるが、2人の間に血縁などの繋がりは無い。

## 経歴

### 生い立ちと教育
1927年2月18日にワシントンD.C.にて、ジョン・W・ウォーナーとマーサ・バド・ウォーナー夫妻の間に誕生した。セント・オールバンズ・スクール入学。1945年2月、ウッドロウ・ウィルソン・ハイ・スクール卒業。
1945年1月の18回目の誕生日の直前に彼は海軍に入隊した。翌年まで勤務して伍長の階級で退役した。その後ワシントン・アンド・リー大学に入学してベータ・シータ・パイのメンバーとなり、1949年に卒業した。そしてバージニア大学法科大学院に進学した。
朝鮮戦争が勃発すると1950年10月に海兵隊に入隊し、韓国で第1海兵航空団の地上士官として勤務した。彼は戦後も海兵隊で勤務し、大尉まで昇進した。その後学業を再開し、ジョージ・ワシントン大学法科大学院で学び、1953年に法学位を取得する。その年彼は連邦控訴裁判所のE・バーレット・ペティマン裁判長の下で事務官として働く。1956年に連邦判事のアシスタントとなる。1960年に弁護士となり、カークランド・アンド・エリス法律事務所に加わった。

### 結婚生活
1957年に美術収集家のポール・メロンとその最初の妻であるメアリー・コノヴァーの娘にしてアンドリュー・メロンの孫であるキャサリン・コノヴァー・メロンと結婚したが、2人は1973年に離婚した。その間には3人の子供のバージニア、ジョン・ジュニア、メアリーがいた。キャサリンは現在キャサリン・コノヴァーの名を使用している。
1976年12月4日に女優のエリザベス・テイラーと再婚したが、2人は1982年11月7日に離婚した。2017年時点でテイラーの元配偶者で生存しているのはウォーナーのみであった。
2003年12月15日に不動産業者及びホワイトハウス職員であるポール・ヴァンダー・マイデの未亡人であるジャンヌ・ヴァンダー・マイデと再婚した。

## 死去
2021年5月25日にバージニア州アレクサンドリアにある自宅にて心不全のため94歳で死去した。

## 参照
1. ↑  共和党重鎮の前上院軍事委員長、イラク米軍の撤退開始要求（日本語）読売新聞の記事、2007年8月24日電子版に掲載。
2. ↑  “Veterans’ defiance a nightmare for Bush”. (2006年9月17日) Gulf Times.  The other WWII veterans in the Senate were Daniel Inouye (D-HI), Daniel Akaka (D-HI), Ted Stevens (R-AK) and Frank Lautenberg (D-NJ).
3. ↑  Washington Life Magazine: May 2005
4. ↑  WEDDINGS/CELEBRATIONS: VOWS; Jeanne Vander Myde and John Warner - New York Times marriage announcement
5. ↑  “John Warner dies; former GOP senator was military expert”. AP通信. (2021年5月26日) 2021年5月27日閲覧。

- Warner hit the trail with McCain; Alexandria Times http://www.alextimes.com/article.asp?article=8287&paper=1&cat=155%5B%5D
- John Warner accepts Good Neighbor award; Alexandria Times http://www.alextimes.com/article.asp?article=9644&paper=1&cat=155%5B%5D
- The Virginia Primaries - John Warner’s McCain bet; Alexandria Times http://www.alextimes.com/article.asp?article=8445&paper=1&cat=155%5B%5D
- John Warner named William & Mary Fellow; Alexandria Times http://www.alextimes.com/article.asp?article=9073&paper=1&cat=155%5B%5D